# Benthamiella azorella
Benthamiella azorella ist eine Pflanzenart aus der Gattung Benthamiella in der Familie der Nachtschattengewächse (Solanaceae). Sie ist endemisch in Patagonien verbreitet.

## Beschreibung
Benthamiella azorella ist ein Chamaephyt, dessen Laubblätter 1,5 bis 2,5 mm lang und etwa 0,5 mm breit werden und einen behaarten Rand aufweisen. Die Blüten besitzen einen nahezu glockenförmigen Kelch mit einer Länge von 2 bis 3 mm. Er ist auf der Außenseite sowie am Rand behaart. Die Krone ist etwa 4 mm lang, nahezu röhrenförmig und auf der Außenseite drüsig behaart. Die zwei Staubblätter sind gleichgestaltig und stehen über die Krone hinaus. Die Staubfäden sind behaart und setzen im unteren Drittel der Kronröhre an. Der Fruchtknoten besitzt ein sichtbares Nektarium, der Griffel steht über die Krone hinaus.

## Verbreitung
Die Art ist in Patagonien verbreitet und kommt dort in Steppen im Nordwesten Neuquéns und im Westen von Santa Cruz (Argentinien), sowie in der an diese Gebiete angrenzenden Provinz Última Esperanza (Chile) vor.

## Systematik und Botanische Geschichte
Die Art wurde 1916 von Carl Johan Fredrik Skottsberg als Saccardohyton azorella erstbeschrieben. 1948 wurde sie von Alberto Soriano als Benthamiella azorella in die Gattung Benthamiella eingegliedert.